# Bras-Panon
Bras-Panon è un comune francese di 11 811 abitanti situato nel dipartimento d'oltre mare di Réunion.